# San Joaquin (fleuve)
Pour les articles homonymes, voir San Joaquin.
Le San Joaquin est un fleuve de 530 km de longueur, qui coule en Californie, à l'ouest des États-Unis. 

## Géographie
Il se jette dans la baie de San Francisco et forme un delta avec le Sacramento. Deuxième fleuve de Californie par sa longueur, il coule dans la Vallée de San Joaquin qui fait partie d'un plus grand ensemble topographique, la Vallée Centrale de Californie. Il prend sa source dans la Sierra Nevada et compte huit affluents principaux. Son eau sert à l'irrigation des champs de coton, de légumes et de fruits.

## Histoire
En juin 1850, près de 10 000 chercheurs d'or français travaillent dans les mines californiennes, pour la plupart le long du fleuve San Joaquin et de ses affluents.

## Principaux affluents
- Mokelumne
- Calaveras
- Stanislaus
- Tuolumne
- Merced
- Chowchilla
- Fresno